# Quorthon
Quorthon, azaz Thomas Börje Forsberg (Stockholm, 1966. február 17. – Stockholm, 2004. június 3.) svéd zenész, a Bathory alapítója, és kizárólagos zeneszerzője. 1983-ban, 17 évesen alapította a black metal-ra nagy hatással lévő, illetve a viking metal-t feltaláló zenekart. A számokat egy zajos garázsban rögzítette, melyet Heavenshore Studios-nak nevezett. Mindössze 38 évet élt.

## Diszkográfia

### Szólólemezek
- Album (1994)
- When Our Day Is Through (EP, 1997)
- Purity of Essence (1997)